# Prosopocera callypiga
Prosopocera callypiga är en skalbaggsart som först beskrevs av Thomson 1857.  Prosopocera callypiga ingår i släktet Prosopocera och familjen långhorningar.
Artens utbredningsområde är:
- Malawi.
- Moçambique.

Inga underarter finns listade i Catalogue of Life.